# Lepidodexia pilosa
Lepidodexia pilosa är en tvåvingeart som först beskrevs av Guilherme A.M.Lopes 1969.  Lepidodexia pilosa ingår i släktet Lepidodexia och familjen köttflugor.
Artens utbredningsområde är Peru. Inga underarter finns listade i Catalogue of Life.